# Czech International 2022
Die Czech International 2022 (auch Czech Open 2022) im Badminton fanden vom 20. bis zum 23. Oktober 2022 in Prag statt.

## Sieger und Platzierte
| Disziplin    | Gold                                     | Silber                          | Bronze                             |
| ------------ | ---------------------------------------- | ------------------------------- | ---------------------------------- |
| Herreneinzel | Victor Svendsen                          | Huang Yu-kai                    | Liu Wei-chi                        |
| Herreneinzel | Victor Svendsen                          | Huang Yu-kai                    | Daniel Nikolov                     |
| Dameneinzel  | Amalie Schulz                            | Huang Yu-hsun                   | Irina Amalie Andersen              |
| Dameneinzel  | Amalie Schulz                            | Huang Yu-hsun                   | Frederikke Lund                    |
| Herrendoppel | Pharanyu Kaosamaang Worrapol Thongsa-Nga | Chiu Hsiang-chieh Yang Ming-tse | Kenji Lovang Léo Rossi             |
| Herrendoppel | Pharanyu Kaosamaang Worrapol Thongsa-Nga | Chiu Hsiang-chieh Yang Ming-tse | Emil Lauritzen Mads Vestergaard    |
| Damendoppel  | Christine Busch Amalie Schulz            | Liu Chiao-yun Wang Yu-qiao      | Leona Michalski Franziska Volkmann |
| Damendoppel  | Christine Busch Amalie Schulz            | Liu Chiao-yun Wang Yu-qiao      | Annie Xu Kerry Xu                  |
| Mixed        | Mads Vestergaard Christine Busch         | Chiu Hsiang-chieh Lin Xiao-min  | Liao Chao-pang Liu Chiao-yun       |
| Mixed        | Mads Vestergaard Christine Busch         | Chiu Hsiang-chieh Lin Xiao-min  | Yang Ming-tse Wang Yu-qiao         |